# Собор Непорочного Зачатия (Гонконг)

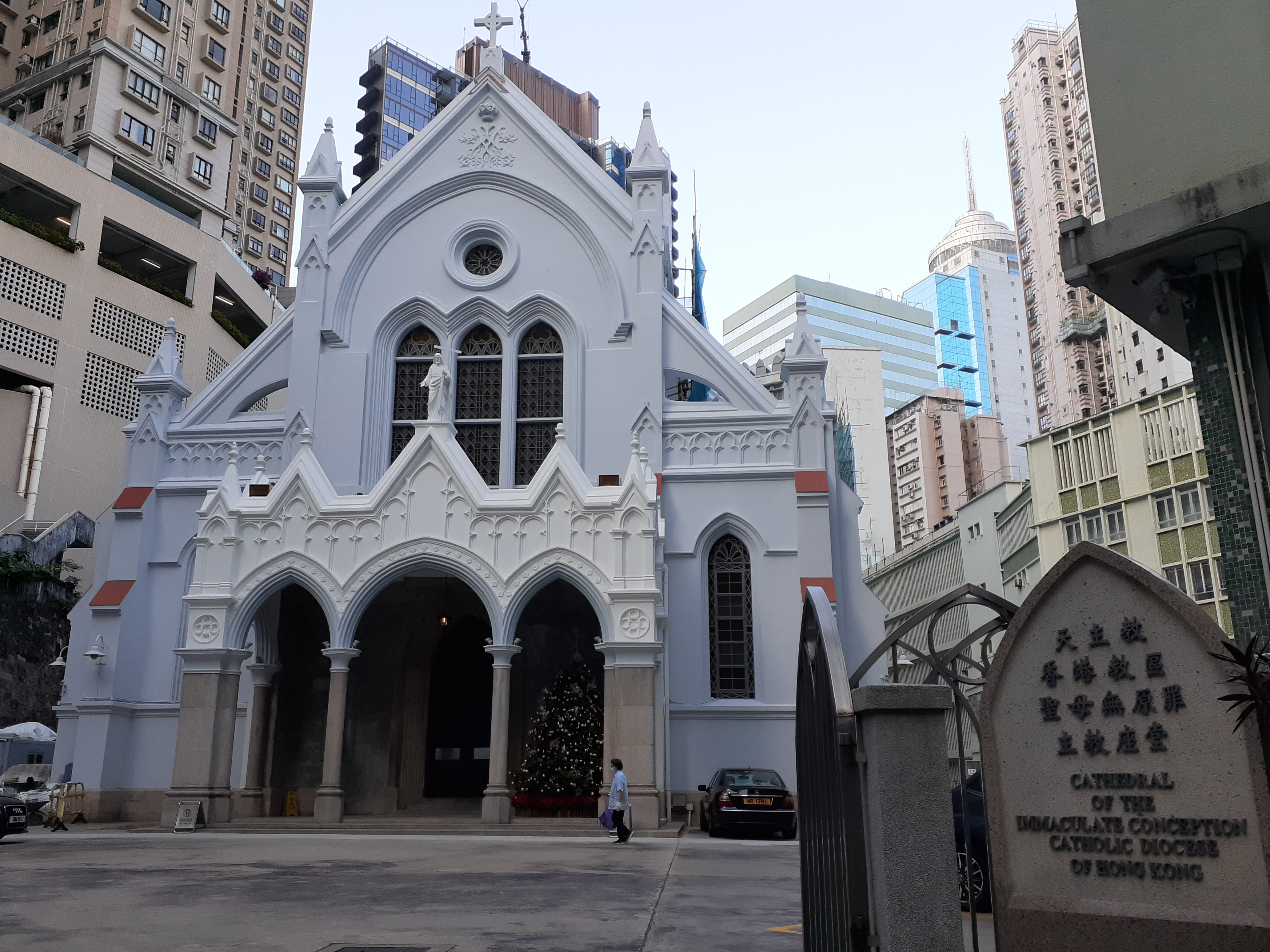
Фасад собора

Собор Непорочного Зачатия Пресвятой Девы Марии (Cathedral of the Immaculate Conception, 聖母無原罪主教座堂) — кафедральный собор римско-католической епархии Гонконга. Построен в 1888 году в стиле британской неоготики. Расположен в районе Мид-левелс. Является историческим памятником I категории по списку правительства Гонконга.

## История
Строительство собора началось в декабре 1883 года после того, как предыдущий кафедральный храм, располагавшийся на Веллингтон-стрит, был разрушен в результате сильного пожара. Новый собор был разработан лондонской архитектурной фирмой «Crawley and Company». Церковь открылась 7 декабря 1888 года (стоимость строительства составила 15,4 тыс. американских долл.). Росту гонконгской общины способствовало переселение католиков из португальского Макао в более динамичный и процветающий Гонконг, а также приток католиков из материкового Китая. Официальное освящение собора произошло лишь 8 декабря 1938 года в присутствии апостольского викария Гонконга, епископа Макао и епископа Кантона (согласно одной из версий, освящение затянулось из-за того, что Церковь не могла погасить долг за строительство). В 1941 году собор был частично повреждён в ходе битвы за Гонконг, но в ходе дальнейшей японской оккупации не подвергся обычному разрушению и разграблению (формально он находился под управлением итальянского миссионерского общества, а Италия считалась союзником Японии).
После окончания войны собор подвергся ряду реконструкций. В 1952 году была заменена крыша, ранее сделанная из древесины и подвергавшаяся из-за этого нашествиям термитов. В 1969 году, после Второго Ватиканского собора, был перемещён главный алтарь. В 1988 году было установлено кондиционирование воздуха и вновь проведена реконструкция крыши. В декабре 2002 года завершилась обширная и дорогостоящая реконструкция, начавшаяся в 1997 году (была укреплена крыша, перекрашены стены и ниши, заменена плитка, улучшены освещение и система звука, установлены новые витражи в часовне). Успех проекта позволил ЮНЕСКО в 2003 году вручить собору специальную премию за сохранение культурного наследия.

## Архитектура
Собор возведён в стиле неоготики в форме латинского креста. Наружные стены церкви построены из кирпича и камня, а основание и колонны — из гранита. Его размеры составляют 82 м в длину, 40 м в ширину и 23,7 м в вышину, с башней в центре, которая возвышается на 33,7 м. Внутри расположены главный алтарь, святилище, алтарь Святого Иосифа, алтарь Святого Сердца, часовня Страстей Господних и крипта, в которой захоронены умершие епископы и викарии Гонконга (в том числе Питер Лэй и Джон Ву). В соборе хранятся реликвии 16 из 120 китайских мучеников и локон волос Иоанна Павла II.